# Maxx
Maxx är en tysk eurodance-akt som var internationellt framgångsrik i mitten av 1990-talet med hitsinglarna ”Get-A-Way”, ”No More (I Can’t Stand It)” och ”You Can Get It”. Projektets namn ”Maxx” är en förkortning för Maximum Xstasy.

## Gruppens bakgrund (1993)
Maxx var resultatet av ett framgångsrikt samarbete mellan skivbolagsmannen David Brunner och musikproducenten Juergen Wind (J. Wind) under den tyska dance-pop-labeln Blow Up (Stuttgart-baserad underlabel till Intercord). Innan Maxx bildades i mitten av 1993 hade Brunner redan jobbat med Wind och medproducenten Frank Hassas (Quickmix) med att släppa singeln ”Another Night” av M.C. Sar & The Real McCoy på BMG Berlin (Hansa Records). När Maxx började ta form under Blow Up, planerade Brunner marknadsföring, reklam, distribution och försäljningsstrategier för musiken medan Wind producerade musiken, skrev refrängerna och utvecklade melodierna med Hassas. För att undvika konflikt med BMG Berlin (Hansa) och andra rivaler i industrin, använde teamet alias för att hålla sig anonyma. I Maxx låtskrivarkrediteringar och pressreleaser var Brunner krediterad som aliaset ”The Hitman” medan Wind och Hassas hette ”George Topey” och ”Dakota O’Niel”. Brunner kände också behov att tona ner Winds roll som exekutiv producent gentemot media och publik. Som ett resultat tog han titeln som exekutiv producent i stället för Wind i krediteringarna. Wind och Hassas stod bara med som producenter. Olaf Jeglitza (rapparen från M.C. Sar & The Real McCoy) blev också falskt knuten till Maxx på grund av sin starka inblandning i Winds produktionsbolag Freshline Records. I verkligheten hade Jeglitza ingen inblandning i musikproduktionen eller låtskrivandet för Maxx. Gruppens raggamuffin-baserade raptexter skrevs av låtskrivaren Bruce Hammond Earlam (från Bruce & Bongo). På grund av kontraktsbegränsningar, kunde Earlam inte officiellt ta på sig credits för att ha skrivit låtar till projektet. Maxx rappare Boris Köhler (Gary Bokoe, även känd som Gary B.) fick dessa i stället. För produktions-credit användes namnet ”The Movement” i stället.

## Framgångar med ”Get-A-Way” och ”No More” (1994)
Debutsingeln ”Get-A-Way” innehöll sång av Köhler och sångerskan Samira Besic. På grund av okända orsaker var hon tvungen att lämna projektet innan filmandet av musikvideon till singeln. Dansaren och modellen Eliz Yavuz (Alice Montana) anställdes snabbt för att ta Besics plats och mima hennes sång i videon. I början av marknadsföringen för singeln användes Yavuz och Köhler på pressbilder för Maxx. Yavuz marknadsfördes också falskeligen för att ha sjungit in singeln.
”Get-A-Way” släpptes officiellt i Tyskland av Intercord genom Blow Up den 27 oktober 1993. Singeln blev en omedelbar framgång i landet där den nådde nummer 11 på listorna och stannade så i 26 veckor. Den sålde senare guld med över 250 000 exemplar. Singeln var också en stor framgång i de omkringliggande länderna som Österrike, där den nådde tredje plats och i Schweiz åttonde. I Storbritannien nådde singeln nummer 4 på listorna och sålde senare silver med över 200 000 exemplar. Singeln var därtill stor i Skottland där den nådde sjätteplats och Irland plats åtta. Tack vare framgångsrik marknadsföring från Remixed Records blev singeln en till och med ännu större framgång i Skandinavien. I Sverige nådde den tredjeplatsen på singellistan, i Danmark fyra, Finland fem och Norge åtta. ”Get-A-Way” var också stor i Belgien, Nederländerna, Frankrike och Israel samt slog sin in på Eurochart Hot 100.
Efter ett intensivt arbete i Tyskland för att finna en ersättare till Besic upptäcktes den brittiska singer-songwritern Linda Meek tidigt 1994. Direkt efter att hon slog följe med gruppen som ny leadsinger, började hon uppträda med Köhler som Maxx i Europa. Efter debutframträdandet i Top Of The Pops, började Meek och Köhler spela in sånger till den andra Maxx-singeln "No More (I Can't Stand It)." Singeln släpptes officiellt 1 mars 1994 och blev en stor framgång precis som sin föregångare då den nådde topp 5 i över 18 länder. Framgången för båda singlarna ledde till återkommande framträdanden i Top Of The Pops och uppträdanden på andra stora musikliste-program i Europa som Dance Machine i Frankrike, Superclassifica Show i Italien och MTV Europe. I mitten av 1994 hade ”Get-A-Way” sålt över 1,1 miljon enheter i Europa. Trots att Meek inte ursprungligen sjöng på ”Get-A-Way” eller sågs i musikvideon, blev hon starkt förknippad med singeln av media, då hon sjöng den på turné och tv. Meek syntes också i olika tyskspråkiga popkulturella och tonårsriktade tidningar bredvid Köhler. I magasinet POP/Rocky blev hon refererad till som ”Engelskan Linda Meek, rösten till Maxx”. Vid toppen av Maxx framgång i mitten på 1994, började Wind och Brunner få framgångar även med M.C. Sar & The Real McCoy. Under namnen ”J. Wind” och ”Quickmix”, samt lagnamnet ”Freshline”, hade de producerat hitsinglarna "Automatic Lover (Call for Love)" och "Run Away" för BMG Berlin (Hansa). ”Another Night” blev också början på en popularitet i Kanada och Europa jämte den massiva framgången med Maxx. Vid den här tidpunkten hade Brunner tagit över musikförlagsplikter för båda projekten genom sitt bolag Maxximum Songs (Maxximum Music).
Efter singelframgångarna började Wind och Hassas jobba med Maxx debutalbum To The Maxximum. Duon producerade totalt 13 nya låtar för albumet medan de samtidigt producerade ”Space Invaders”, M.C. Sar & The Real McCoys debutalbum. To The Maxximum släpptes officiellt 16 juni 1994 och nådde plats 22 på den tyska listan. Albumet blev också en stor framgång i Skandinavien där den nådde plats tio i Sverige och sex i Finland. Den peakade därtill på plats 28 på European Top 100 Albums-listan. Trots att albumet var en kommersiell framgång i Europa lyckades den inte matcha den massiva försäljningen av de två första singlarna. Albumet misslyckades också i nyckelområden som Storbritannien där den endast peakade på plats 66.
Albumspåret ”You Can Get It” valdes som tredjesingel och släpptes i september 1994. Den nådde plats 21 på UK-listan, 13 i Finland och 31 på Eurochart Hot 100. Trots kommersiell framgång lyckades den inte nå samma framgång som föregångarna. 31 oktober 1994 släpptes ”Power Of Love” exklusivt för en Bravo Hits-samlings-cd kallad ”Bravo Dance X-Mas”.  Tack vare framgångarna för ”Another Night” i Kanada, hade Arista Records blivit intresserade av att ta M.C. Sar & The Real McCoy till USA-marknaden, trots Maxx större framgångar i Europa vid tillfället.

## Gruppens nedgång och fall (1995)
Runt 1995 hade Maxx försäljningssiffror gått ner rejält och gruppen kämpade nu med att få ut nya hits på de europeiska listorna. Albumspåret ”I Can Make You Feel Like” hade valts ut som fjärdesingel att släppas i maj 1995. Av oklar anledning fick singeln endast begränsad distribution i Storbritannien via Pulse-8 Records och lyckades endast nå plats 56 på singellistorna i landet.
Medan Wind och Brunner kämpade för att skapa nya Maxx-hits, hade de ojämförbar framgång med M.C. Sar & The Real McCoy (nu nylanserade som endast Real McCoy). Tack vare marknadsföringsansträngningar från Arista Records och BMG, hade Real McCoy uppnått platinastatus i USA, Storbritannien och Australien, och också lyckats få en ny hit på den europeiska marknaden.
Den femte och sista Maxx-singeln ”Move Your Body” släpptes i oktober 1995. Den samplade ogenerat hiten ”I Like To Move it” av Reel 2 Reel feat. The Mad Stuntman och tog sig endast in på den österrikiska listan där den nådde plats 18 samt 16 i Finland. Av oklar anledning distribuerades singeln inte i något annat nyckelområde ur marknadssynpunkt. Musikvideon frontades av Meek och Köhler. Duon framförde även singeln live på ZDF Television i Tyskland för musikprogrammet ”Power Vision”. Det var sista gången Meek och Köhler framträdde som Maxx. På grund av vikande skivförsäljning, kreativa meningsskiljaktigheter och andra stora konflikter inom produktionsteamet splittrades Maxx officiellt sent 1995.

## Återkomst (2014–)
Efter nästan två årtionden återkom Köhler 15 mars 2014 då han gjorde ett liveframträdande på Club Onnitekki i Seinäjoki, Finland med en annan sångerska. Två år senare dök han upp igen som Maxx på en 1990-talsfestival på Velodrom i Berlin.
Sent i december 2016 lanserades en Maxx-hemsida som förkunnade återföreningen mellan Meek och Maxx-grundarna Brunner och Wind. Hemsidan avslöjade deras nya planer för en officiell återförening av Maxx utan Köhlers inblandning och en ny Europaturné under 2017 med enbart Meek. 8 augusti 2017 gjorde Köhler sitt sista liveframträdande i Katowice, Polen under namnet ”Gary B från Maxx” med en okänd sångerska.
25 augusti 2017 återkom Meek som Maxx på ”We Love The 90’s Estonia”-festivalen i Tallinn. Hon fortsätter turnera i Europa som Maxx medan hon använder olika rappare på showerna för att framträda med raggamuffin-rap-verserna på scen.

## Galleri

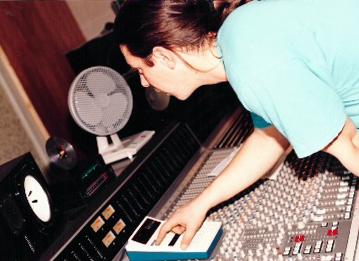
Maxx-producenten Juergen Wind (George Torpey) i studion 1993
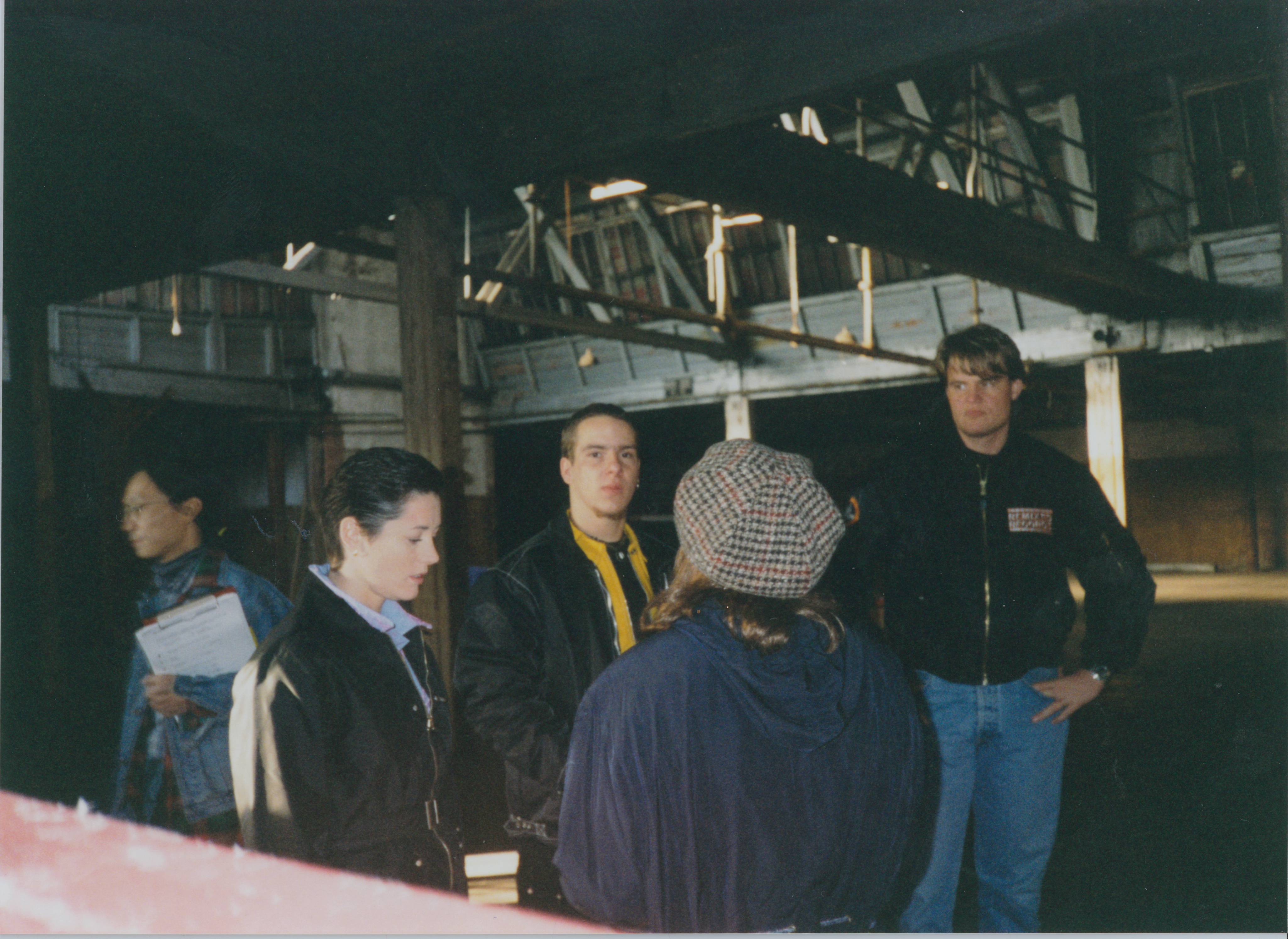
Linda Meek, Boris Köhler (Gary Bokoe) och David Brunner (The Hitman) vid inspelningen av videon till "Move Your Body" (1995)
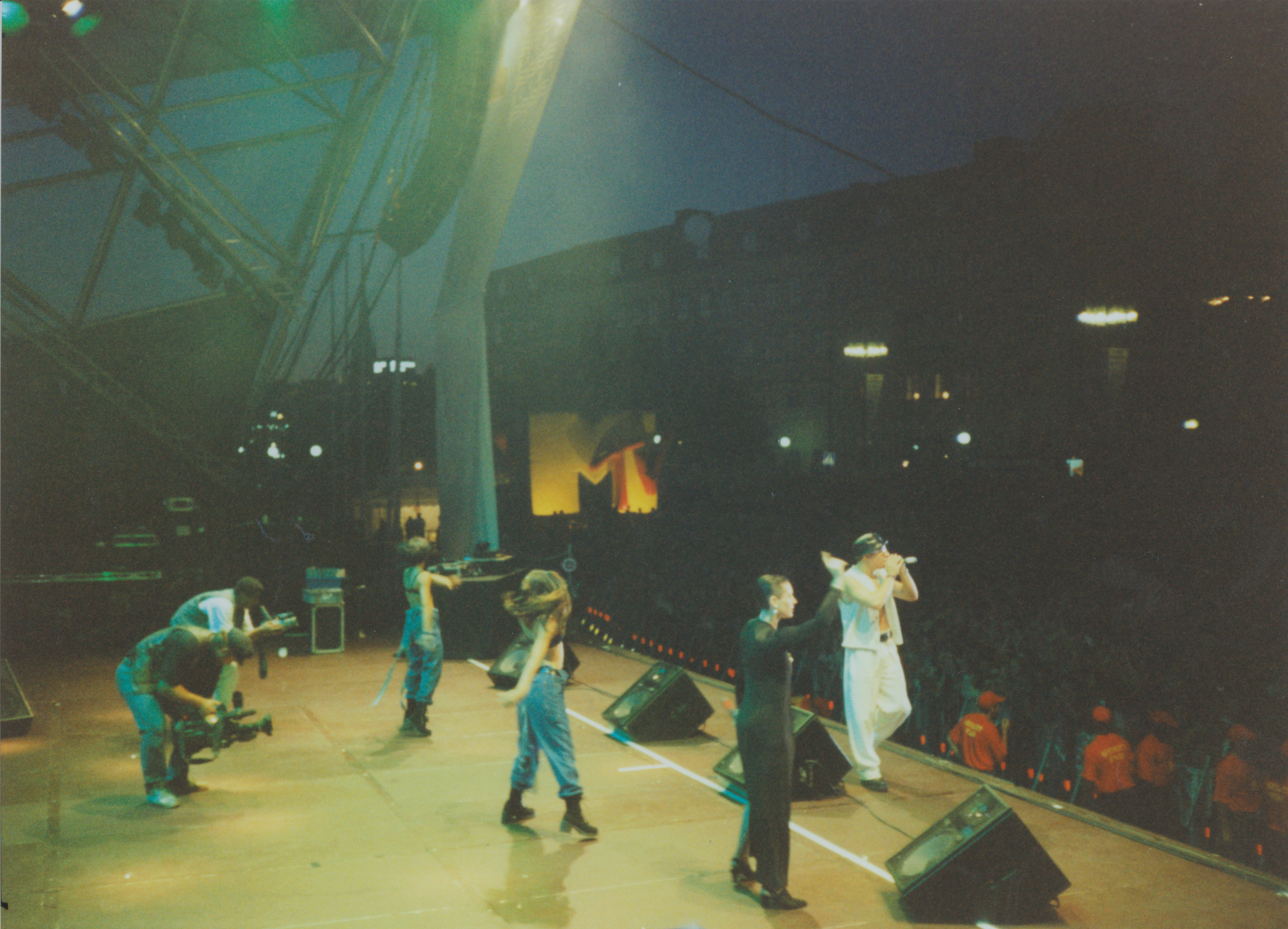
Maxx i MTV vid Stockholms vattenfestival 1994

## Diskografi

### Album
| År   | Album           |
| ---- | --------------- |
| 1994 | To The Maxximum |

### Singlar
| År   | Singel                       |
| ---- | ---------------------------- |
| 1993 | "Get A Way"                  |
| 1994 | "No More (I Can't Stand It)" |
| 1994 | "You Can Get It"             |
| 1994 | "I Can Make You Feel Like"   |
| 1995 | "Move Your Body"             |

### Sång på samlings-CD
- 1994: "Power of Love" - Bravo Dance X-Mas [1]

### Remixes
- 1993: Get-A-Way (Remixes)
- 1993: Get-A-Way (UK Remixes)
- 1994: No More (I Can't Stand It) (Remixes)
- 1994: No More (I Can't Stand It) (UK Remixes)
- 1994: You Can Get It (Remixes)
- 2017: Get-A-Way (Reloaded)